# سعدون (مسلسل)
سعدون مسلسل بحريني مميز من إخراج أحمد يعقوب المقلة وعرض على قناة البحرين. عُرض لأول مرة عام 1998.

## الشخصيات
- جمعان الرويعي:سعدون
- احمد مجلي :جسمان
- هدى سلطان:أم سعدون
- زينب العسكري: سلوى
- يوسف بوهلول : حسين
- حميد مراد: سالم
- علي الغرير: مهدي
- مبارك خميس: مبارك
- أمينة القفاص: جدة مهدي
- عبد الله وليد: أبو جسمان
- إبراهيم بحر: أستاذ إبراهيم
- أحمد عيسى: عم مهدي
- غادة الفيحاني: أخت أستاذ إبراهيم
- عبد الله ملك: الذي يشارك عم مهدي في المشاريع والتجارة
- أحمد مبارك: السكران
- فاطمة عبد الرحيم: زهراء
- مريم زيمان: زيزان
- عبد الله سويد، محمد القفاص: الأصدقاء في المسلسل الذين يضربون مهدي
- سعد البوعينين